# Municipalità distrettuale
Una municipalità distrettuale è un tipo di suddivisione amministrativa presente in Canada (Ontario e Columbia Britannica) e in Sudafrica.

## In Canada

### Nella Columbia Britannica
Secondo le leggi provinciali, le municipalità sono designate distrettuali se l'area incorporata da essa è più grande di 800 ettari (8 km²) e ha una densità di popolazione di almeno 5 persone per ettaro (500 persone per km²).

### Nell'Ontario
Esiste una sola municipalità in Ontario, quella distrettuale di Muskoka. Possiede gli stessi poteri di una qualunque contea.

## In Sudafrica
In Sudafrica una municipalità distrettuale è una suddivisione amministrativa che svolge alcune delle funzioni del governo locale di un distretto. La municipalità distrettuale, a sua volta, comprende diverse municipalità locali, con le quali suddivide le funzioni di governo locale.